# Heroes of Mighty Magic
Heroes of Mighty Magic je druhé studiové album švédské powermetalové kapely Twilight Force. Vyšlo 26. srpna 2016 a bylo prvním albem kapely vydaným u vydavatelství Nuclear Blast. Kapela k němu vytvořila vlastní fantasy svět včetně mapy a příběhů jednotlivých postav. Grafickou stránku alba vytvořil turecký malíř Kerem Beyit. Kapela jej produkovala, nahrála a smíchala ve svém vlastním studiu, The Twilight Forge. Jako hosté se na něm podíleli zpěváci Joakim Brodén a Fabio Lione. Album obsahuje dvanáct skladeb, které složil kytarista Lynd a klávesista Blackwald. Většinu orchestrálních zvuků ve skladbách kapela vytvořila samplováním, jiné nástroje jako loutnu, perkuse, cembalo nebo housle nahrála živě.
Stejně jako na předchozí desce, Tales of Ancient Prophecies, i zde se členové skupiny prezentují pouze pod svými přezdívkami a snaží se si zachovat anonymitu. Nahrávka se umístila v některých evropských hitparádách. K podpoře alba Twilight Force vystupovali v říjnu 2016 na evropském turné jako předkapela skupiny Sonata Arctica a na začátku roku 2017 na turné po Evropě společně se skupinami Sabaton a Accept. V létě pak skupina vystoupila na Wacken Open Air a na festivalu v USA a v Japonsku. Během podzimu následně stihla absolvovat další evropské turné; tentokrát jako předkapela skupiny DragonForce. Toho se ovšem nezúčastnil zpěvák Chrileon, jehož odchod ze skupiny byl oznámen přibližně dva týdny před začátkem koncertní série. Jako náhrada ho na postu zpěváka zastoupil Tommy Johansson.

## Před vydáním

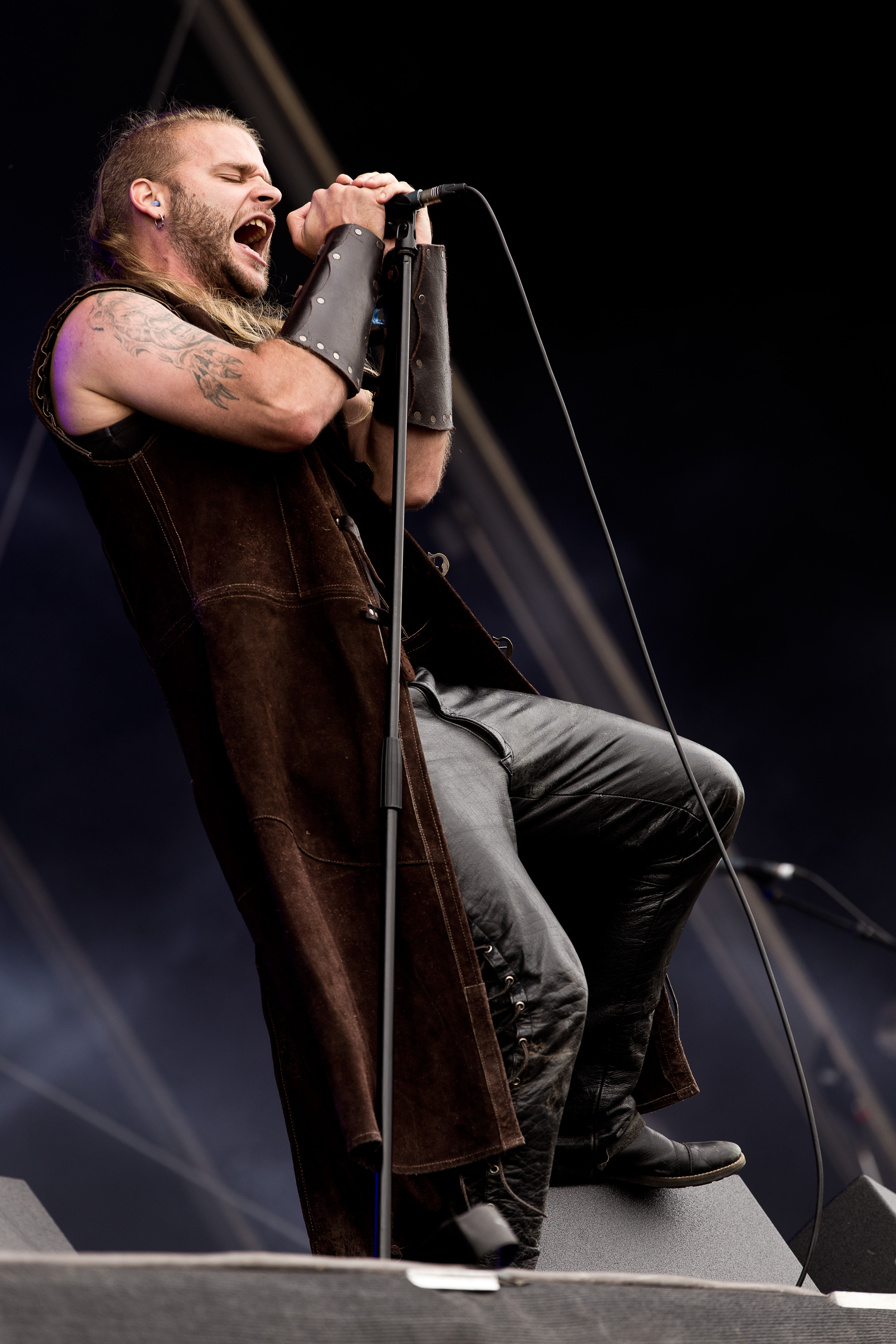
Chrileon na Rockharz Open Air 2016

Práce na albu začaly ještě před vydáním první studiové nahrávky Tales of Ancient Prophecies. Například party písně „Keepers of Fate“ měli Twilight Force nahrané již v roce 2013 a píseň „Powerwind“ publikovali v květnu 2015 během svého turné se Sonatou Arcticou. Po vydání debutu Tales of Ancient Prophecies a dvou evropských turné, která absolvovali jako předkapely známějších skupin, se Twilight Force dostali do většího povědomí veřejnosti. V únoru 2016 kapela podepsala smlouvu s hudebním vydavatelstvím Nuclear Blast.
V červnu poté bylo na stránkách vydavatelství zveřejněno, že druhé studiové album se bude jmenovat Heroes of Mighty Magic a vyjde 26. srpna 2016. Název alba je převzat ze série počítačových her Heroes of Might and Magic a kapela tímto chtěla počítačové sérii vzdát čest. K desce kapela vytvořila vlastní fantasy svět, ve kterém se odehrává příběh alba. Každý člen představuje jednu fiktivní postavu, která má svoji roli v příběhu, vlastnosti a schopnosti. Ty jsou popsány v bookletu, který graficky zpracoval Kerem Beyit.
8. července vyšel k albu první singl, úvodní píseň alba pojmenovaná „Battle of Arcane Might“. Druhý singl „To the Stars“ vyšel 5. srpna na oficiálním YouTube kanále Nuclear Blast. Ještě před vydáním alba, 20. srpna, Twilight Force uzavírali festival Sabaton Open Air 2016. Své vystoupení zaznamenávali na připravované DVD a zároveň zde představili několik dosud nevydaných písniček z Heroes of Mighty Magic.

## Vydání
Album Heroes of Mighty Magic oficiálně vyšlo 26. srpna 2016 u vydavatelství Nuclear Blast. Kapela mimo klasické CD album uvolnila i v podobě digibook edice s bonusovým albem a speciální limitované edice. Ta obsahuje digibook edici a obrázek o velikosti 60×30 cm. Deska je také dostupná jako černý, modrý nebo purpurový vinyl. V den vydání také vyšel videoklip k písni „Powerwind“, který byl nahrán na Sabaton Open Air 2016.
Dne 25. ledna 2017 bylo album vydáno v Japonsku vydavatelstvím Ward Records. Stejně jako evropská verze, i japonská obsahuje bonusové CD. Na něm jsou karaoke verze všech písní z alba a jako bonus také koncertní verze písně „The and Back Again“.

## Skladby

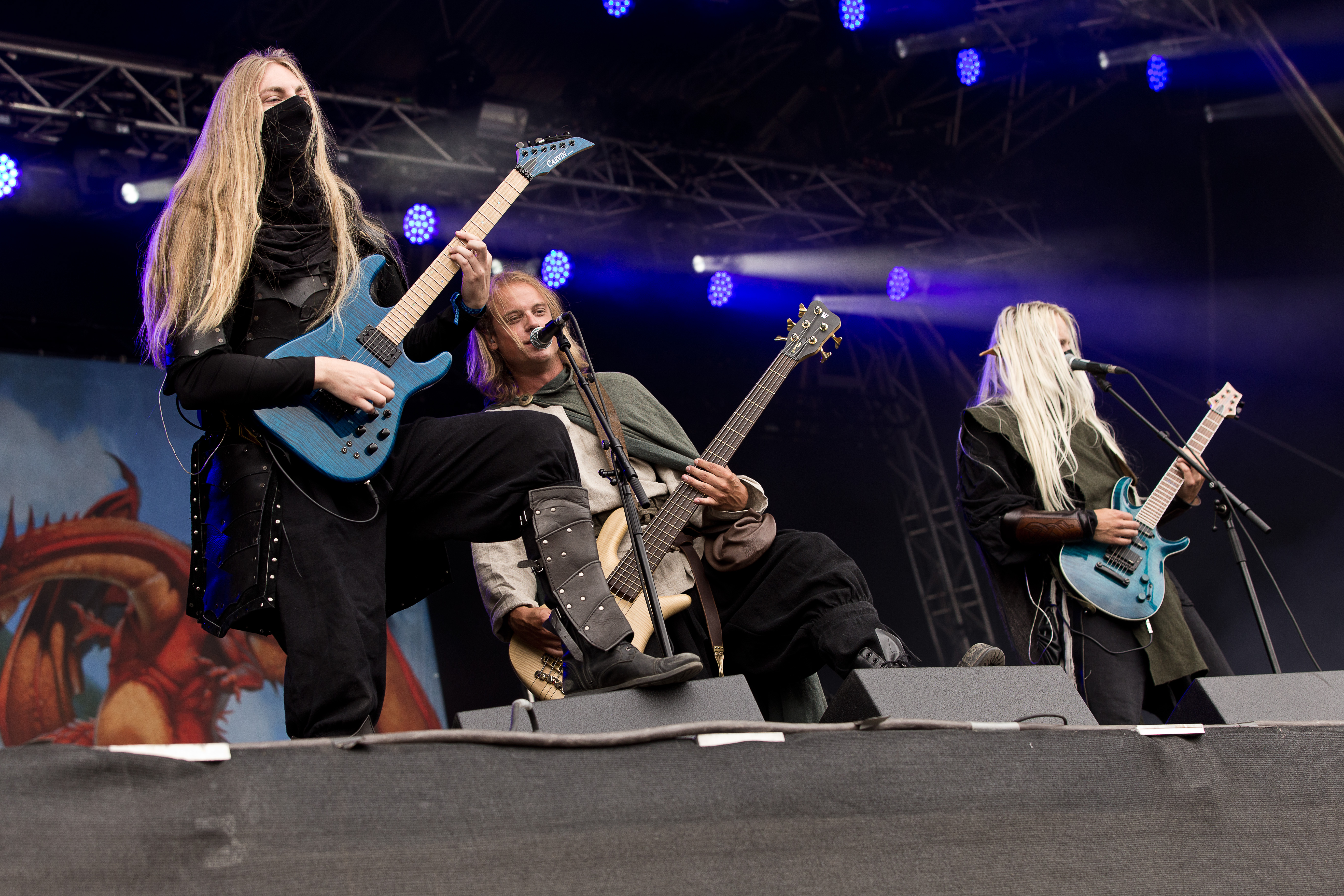
Zleva: Lynd, Born, Aerendir na Rockharz Open Air 2016

Album otevírá první singl „Battle of Arcane Might“. V této písni, stejně jako ve většině dalších, je velká spousta orchestrálních prvků, které v mnoha pasážích překrývají kytary. Píseň postupně vrcholí a je zakončena refrénem za doprovodu sboru. Následuje skladba „Powerwind“ s výraznými orchestrálními zvuky a rychlým sólem kytaristy s přezdívkou Lynd. „Guardian of the Seas“ je první písní na albu, která má symfonické intro. K němu se po chvíli připojuje klávesista Blackwald se svými houslemi a skladba pak pokračuje tradičním stylem Twilight Force. Část textu je napsaná v sindarštině, jazyce Šedých elfů z fiktivního světa Středozem. Další v pořadí je píseň „Flight of the Dragon Sapphire“, která je příkladem veselého fantasy power metalu. Píseň je hraná ve svižném tempu. Intro k této skladbě obstaraly flétny a akustická kytara. Pátou skladbou alba je desetiminutový epos s filmovým úvodem, píseň „There and Back Again“. Část této písně nazpíval první host na albu, Fabio Lione ze skupiny Rhapsody of Fire. Po „There and Back Again“ následuje nejkratší skladba alba, „Riders of the Dawn“. Výraznou částí písně je kytarové sólo zvýrazněné orchestrálními prvky.
Druhou polovinu alba otevírá píseň „Keepers of Fate“. Tato skladba opět začíná filmovým intrem, které přeruší kytary a zpěvák Chrileon svým zpěvem. Na rozdíl od ostatních písní v albu je v této méně orchestrálních prvků a jsou více slyšet kytary. Další v pořadí je druhý singl „To the Stars“. Jedná se o chytlavou a rychlou skladbu s vysoce zpívaným refrénem. Titulní píseň alba, „Heroes of Mighty Magic“, je dlouhý hrdinský epos, který Chrileon popsal jako dramatickou dračí jízdu. V této písni si svůj part zazpíval i Joakim Brodén ze skupiny Sabaton a svým hromovým hlasem zdůraznil na pozadí probíhající válečnou vřavu. Závěr příběhu obstará Blackwald, který na albu zastává také roli vypravěče, šestiminutovým epilogem. Outro „Knights of Twilight’s Might“ kapela popsala jako hymnu The Twilight Kingdoms (Království soumraku) a složila ji speciálně pro své fanoušky. V této závěrečné epické hymně kapela zdůrazňuje Knights of Twilight's Might (Rytíři moci soumraku), což je název oficiálního fanklubu kapely a jeho členů.

## Kritika
Jan Kozák, redaktor českého časopisu Spark, album popsal jako „pořádně svěží a svižný severský vítr s precizními muzikantskými výkony“. V celkovém hodnocení magazínu poté Heroes of Mighty Magic dostalo 3,53 bodů z 6 možných. Podle Shivama Kalra, redaktora hudebního serveru Metal Wani, není Heroes of Mighty Magic nic menšího, než mistrovské dílo. Album ohodnotil 8,3 body z 10.
Chválou nešetřil ani host na albu, zpěvák Joakim Brodén. Ten prohlásil, že Heroes of Mighty Magic je „zatraceně dobré album“.
Album se probojovalo také do hitparád různých evropských zemí. Nejlépe se nahrávka umístila na sedmnácté pozici ve švédském žebříčku Sverigetopplistan mezi rockovými alby a na v britské hitparádě UK Albums Chart na dvacáté pozici mezi rockovými alby. Padesátou čtvrtou pozici poté obsadila v německé hitparádě Media Control Charts.

## Turné k albu

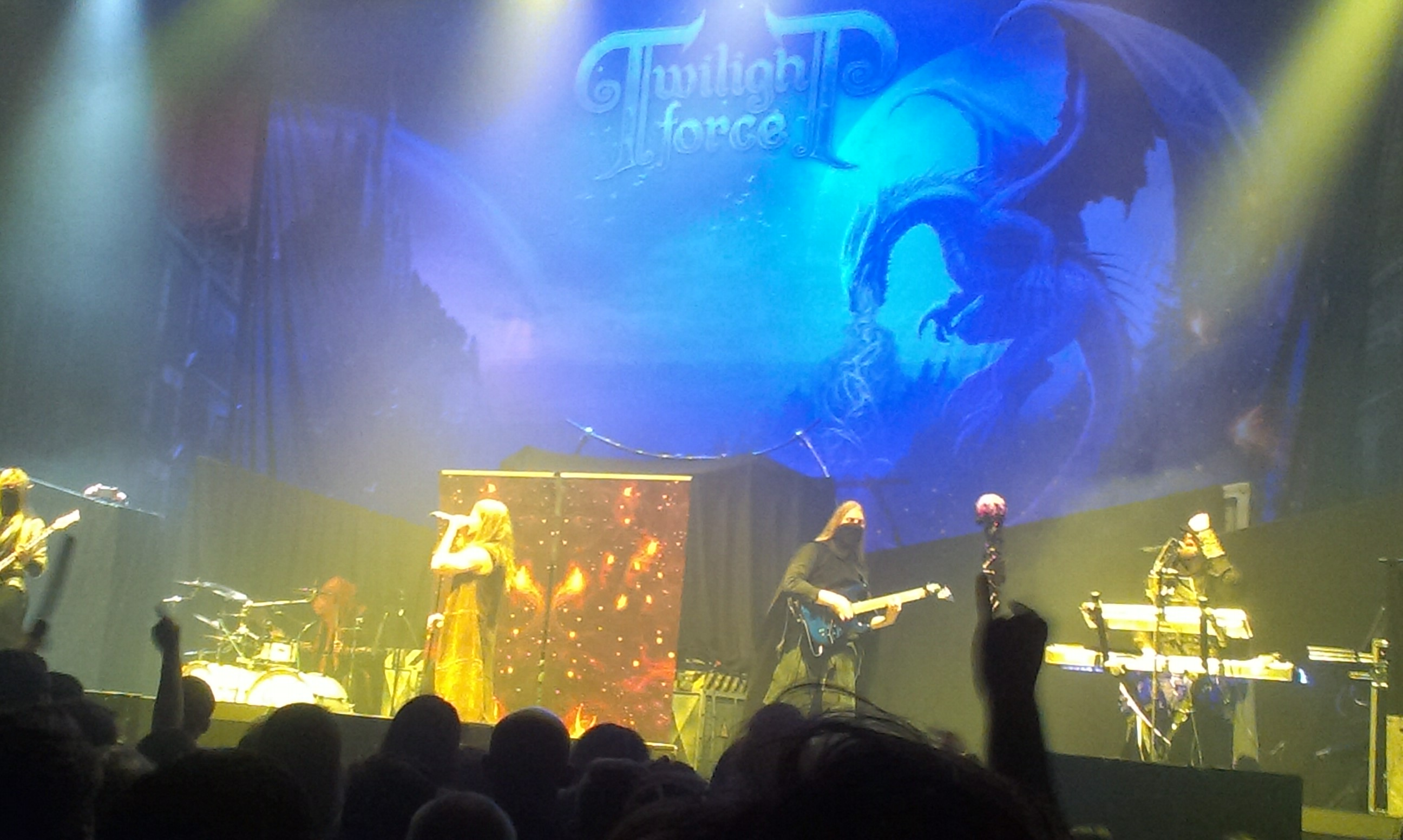
Twilight Force během koncertu v Praze

Kapela již v únoru 2016, při příležitosti podepsání smlouvy s vydavatelstvím Nuclear Blast, oznámila, že v říjnu pojede na turné společně s finskou kapelou Sonatou Arcticou. Twilight Force v rámci turné navštívili celkem devět zemí a odehráli čtrnáct koncertů. Během turné onemocněl zpěvák Chrileon a kapela byla donucena zkrátit vystoupení v Borlänge a Huskvarně, části města Jönköping. V Huskvarně místo Chrileona zkrácený setlist odzpívali Filip Petersson a Jan Ekberg z kapely Stormhold. V době, kdy byli na turné, bylo na YouTube kanále Nuclear Blastu zveřejněno lyric video k písni „Riders of the Dawn“ a následně také videoklip ke skladbě „Flight of the Sapphire Dragon“, který byl prvním hraným v historii kapely.
Od ledna do dubna roku 2017 Twilight Force vystupovali na velkém evropském turné jako předkapela skupin Accept a Sabaton. Během The Last Tour, jak Sabaton nazvali své turné, kapely odehrály celkem 56 vystoupení ve 26 zemích. Mezi nimi bylo i Česko, kde skupiny vystoupily 4. března v pražské Tipsport Areně. Na léto je oznámeno také vystoupení na Wacken Open Air, největším metalovém festivalu v Evropě, a na festivalu v Japonsku a v USA. Během října a listopadu 2017 se Twilight Force v roli předkapely zúčastnili evropského turné skupiny DragonForce; vystoupili ve Zlíně. Tohoto turné se ovšem nezúčastnil zpěvák Chrileon, jehož odchod ze skupiny byl oznámen na začátku října. Jako náhradní zpěvák písně odzpíval Tommy Johansson.

## Seznam skladeb
Všechny skladby napsal(i) Lynd a Blackwald. 
| Pořadí         | Název                                                           | Host           | Délka |
| -------------- | --------------------------------------------------------------- | -------------- | ----- |
| 1.             | Battle of Arcane Might                                          |                | 5:06  |
| 2.             | Powerwind                                                       |                | 5:16  |
| 3.             | Guardian of the Seas                                            |                | 5:38  |
| 4.             | Flight of the Sapphire Dragon                                   |                | 5:40  |
| 5.             | There and Back Again                                            | Fabio Lione    | 10:13 |
| 6.             | Riders of the Dawn                                              |                | 3:43  |
| 7.             | Keepers of Fate                                                 |                | 5:37  |
| 8.             | Rise of a Hero                                                  |                | 5:12  |
| 9.             | To the Stars                                                    |                | 5:32  |
| 10.            | Heroes of Mighty Magic                                          | Joakim Brodén  | 9:55  |
| 11.            | Epilogue                                                        |                | 6:39  |
| 12.            | Knights of Twilight's Might (věnováno fanouškům Twilight Force) |                | 5:37  |
| Celková délka: | Celková délka:                                                  | Celková délka: | 70:15 |

| CD 2 (Bonus v digibook edici) | CD 2 (Bonus v digibook edici)                      | CD 2 (Bonus v digibook edici) |
| Pořadí                        | Název                                              | Délka                         |
| ----------------------------- | -------------------------------------------------- | ----------------------------- |
| 1.                            | Rise of a Hero (orchestrální verze)                | 5:13                          |
| 2.                            | Flight of the Sapphire Dragon (orchestrální verze) | 5:40                          |
| 3.                            | Heroes of Mighty Magic (orchestrální verze)        | 9:54                          |
| 4.                            | Battle of Arcane Might (karaoke verze)             | 5:06                          |
| 5.                            | There and Back Again (krátká verze)                | 4:58                          |
| 6.                            | Powerwind (chip verze)                             | 4:37                          |

## Obsazení

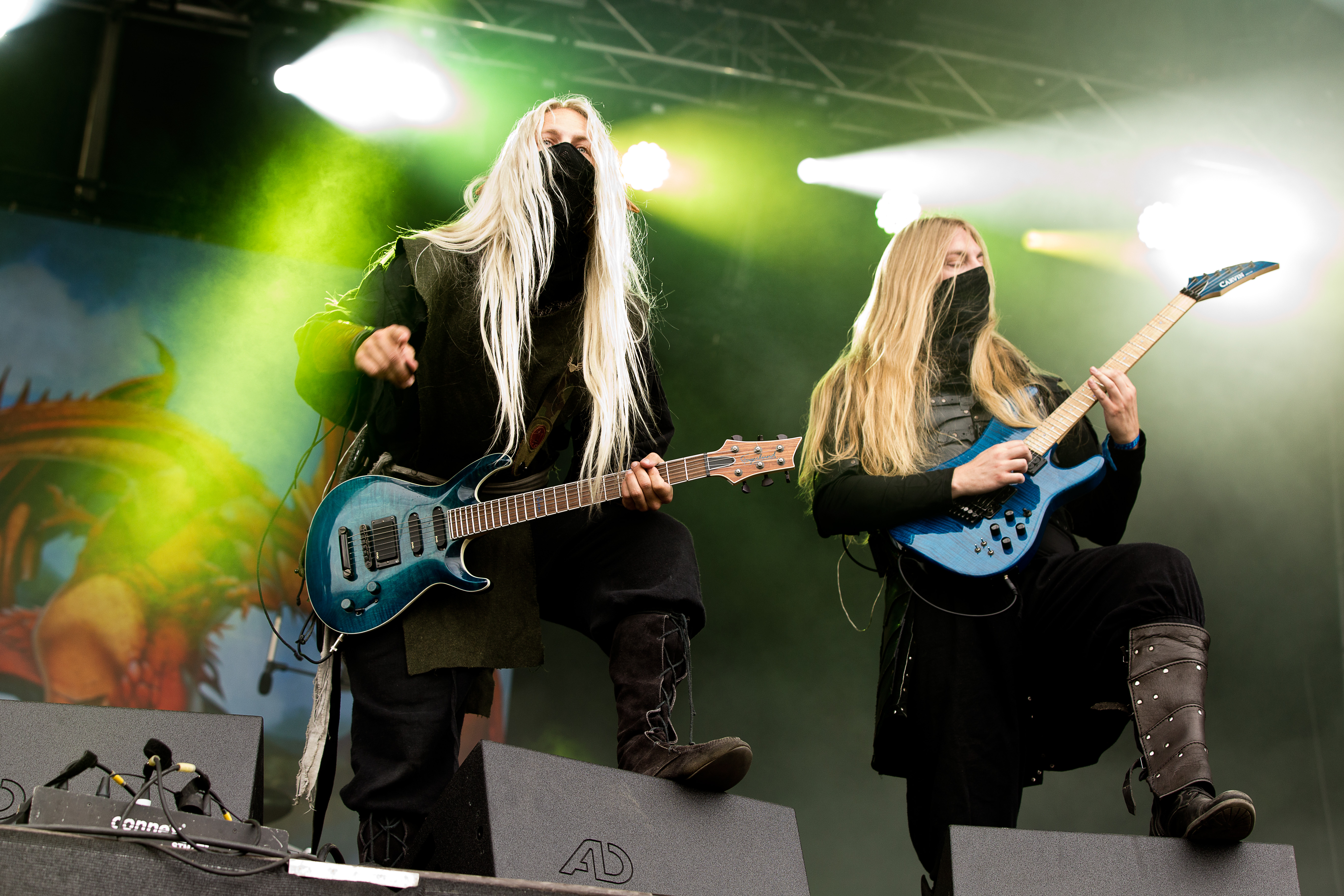
Lynd a Aerendir na Rockharz Open Air 2016

- Chrileon – zpěv
- Lynd – kytara
- Aerendir – kytara
- Borne – baskytara
- Blackwald – klávesy
- De'Azsh – bicí[41]

### Hosté
- Joakim Brodén – zpěv na „Heroes of Mighty Magic“
- Fabio Lione – zpěv na „There and Back Again“